# Sabaragamuwa
Sabaragamuwa fou una antiga disawani (província) del Regne de Ceilan.
Una moderna província de Sri Lanka ha agafat el nom d'aquesta històrica regió. Vegeu "Província de Sabaragamuwa"